# Сан-Грегорио-ди-Катания
Сан-Грегорио-ди-Катания (итал. San Gregorio di Catania) — коммуна в Италии, располагается в регионе Сицилия, подчиняется административному центру Катания.
Население составляет 10 824 человека, плотность населения составляет 2066 чел./км². Занимает площадь 5 км². Почтовый индекс — 95027. Телефонный код — 095.
Покровителем коммуны почитается святой Григорий Великий, папа Римский. Празднование 3 сентября.